# Beata Matuszewska
Beata Matuszewska z domu Sobolewska (ur. 19 stycznia 1915, zm. 5 czerwca 2005) – polska Sprawiedliwa wśród Narodów Świata.

## Życiorys
W lipcu 1938 poślubiła literata Ryszarda Matuszewskiego (1914–2010). Od początku okupacji niemieckiej razem z mężem udzielała pomocy żydowskim przyjaciołom. Ich mieszkanie w końcu stało się tymczasową kryjówką dla przyjaciół, którzy zwracali się do nich w potrzebie. Podczas okupacji wspólnie z mężem Matuszewska ukrywała w swoim warszawskim mieszkaniu przy ul. Krasińskiego 18 znajomych Żydów, w tym Jana Kotta i doktora Antoniego Rosentala z jego matką. Matuszewska zorganizowała dla ukrywanych fałszywe dokumenty i udzielała schronienia pani Rosental do wybuchu powstania warszawskiego. W 1941 Matuszewska ukryła i zorganizowała fałszywe dokumenty Janowi Kottowi i jego żonie Lidii, którzy uciekli ze Lwowa do Warszawy przed poszukiwaniem przez gestapo. W 1942 urodziła córkę Małgorzatę (obecnie Pszenicka; zamężna z Krzysztofem Pszenickim, dziennikarzem i b. szefem sekcji polskiej BBC w Londynie). Oprócz bliskim znajomym, Matuszewska udzielała schronienia także trzem obcym Żydówkom, które pracowały jako opiekunki dla jej córki. Pierwszą z nich była Elżbieta Pańczyszyn (później Pawłowska), która opiekowała się Małgorzatą, córką Matuszewskich, od października 1942 do wiosny 1943 roku, po czym trafiła do KL Auschwitz. Od wiosny 1943 do powstania warszawskiego Matuszewska zapewniał schronienie Zofii Zawadzkiej, później zaś Tunii Szpilman, obie również były nianiami Małgorzaty. Matuszewska udzieliła też kilkutygodniowego schronienia Fredkowi Kabakowi na czas zorganizowania dla niego fałszywych dokumentów umożliwiających podjęcie pracy. Wspierała finansowo uwięzionego w getcie Davida Zeldina, który odmawiał ucieczki z getta na stronę aryjską ze względu na pozostających za murami rodziców. Oprócz Zeldina wszyscy Żydzi, którym Matuszewscy udzielali nieodpłatnej pomocy, przeżyli okupację i utrzymali przyjacielskie stosunki z małżeństwem.
W 1946 urodziła syna, Piotra (architekta).
11 sierpnia 1992 Jad Waszem uznał Beatę Matuszewską za Sprawiedliwą wśród Narodów Świata. Razem z nią uhonorowano jej męża, Ryszarda Matuszewskiego.

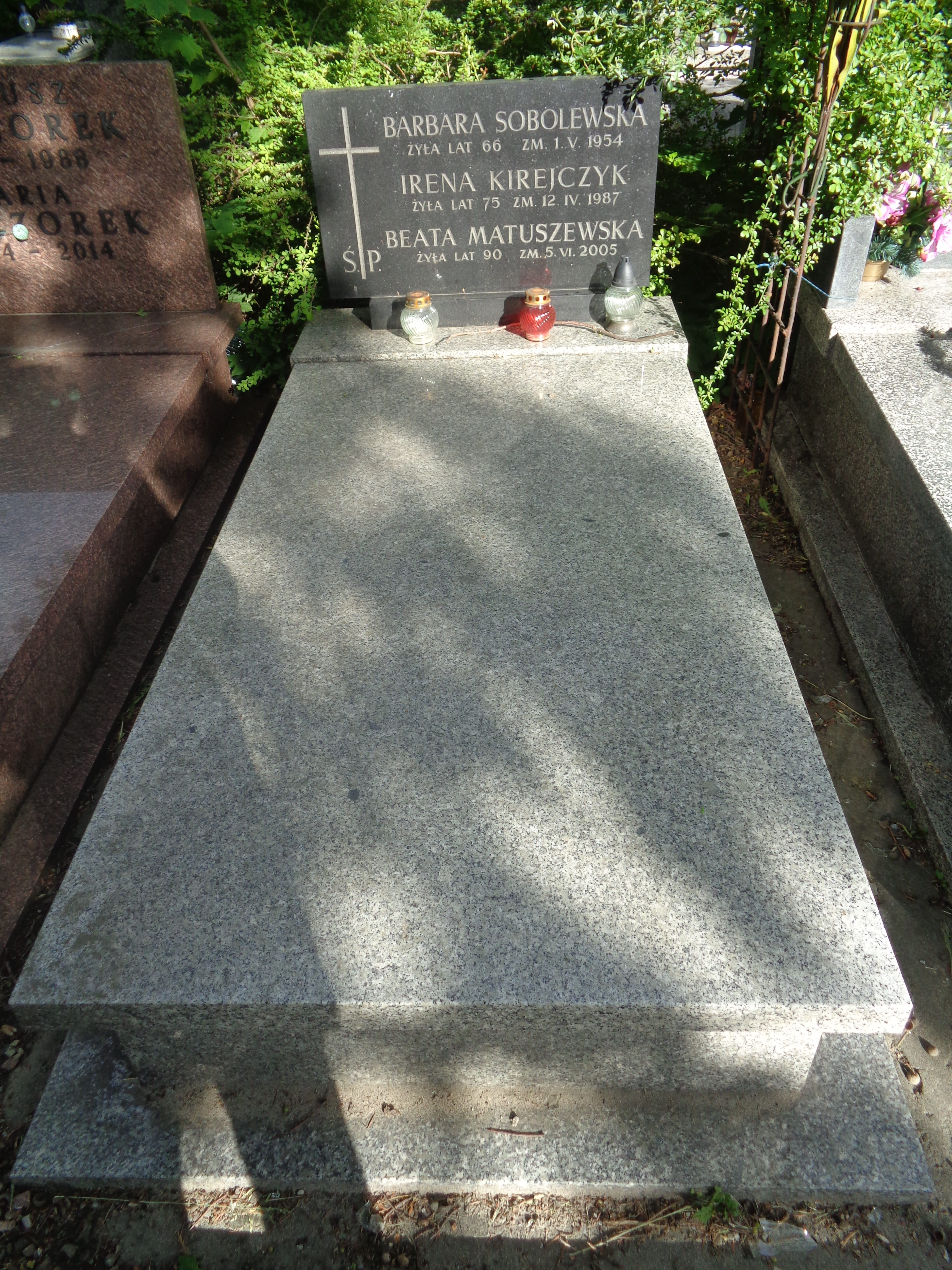
Nagrobek Beaty Matuszewskiej na cmentarzu wojskowym na Powązkach

Beata Matuszewska zmarła 5 czerwca 2005 roku i została pochowana na Cmentarzu Wojskowym na Powązkach, kwatera H II, rząd 3, grób 24.